# Nyilasi
A Nyilasi régi magyar családnév, amely a származási helyre utalhat: Nyilas (Szlovákia, korábban Gömör és Kishont vármegye), Nyilas (Ukrajna, korábban Máramaros vármegye).

## Híres Nyilasi nevű személyek
- Nyilasi Bálint (1990) a Ferencvárosi TC labdarúgója
- Nyilasi János (1922–1978) vegyész, egyetemi tanár, a kémiai tudományok doktora
- Nyilasi Tibor (1955) válogatott labdarúgó